# Saotome Typhoon
Saotome Typhoon ([早乙女タイフーン Saotome Taifun] Erro: {{japonês}}: o texto tem marcação itálica (ajuda)) também conhecido como Beach Wars Mix foi uma JDrama que passou de 7 de Julho à 22 de Setembro de 2001 na TV Asahi.

## Dados básicos
- Formato: Renzoku
- Gênero: Comédia romântica
- Episódios: 11
- Audiência de votos: 5,4%
- Emissora de TV: TV Asahi
- Período de transmissão: 7 de Julho à 22 de Setembro de 2001
- Horário: Todos os sábados às 23:00 (horário local)
- Tema de abertura: Kawaita Mune por Toriyama Masaki (鳳山雅姫)

## Elenco
- Kato Haruhiko como Saotome Taifu
- Yoshizawa Hisashi como Wakutsu Arashi
- Isshike Sae
- Shinohara Ryoko como Nagiko
- Sabu Kawahara como proprietário da casa de praia